# Escuela Deportiva Municipal Reocín
La Escuela Deportiva Municipal Reocín es un club polideportivo de la localidad de Puente San Miguel, en el municipio de Reocín (Cantabria). Fue fundado en abril de 2011, manteniendo equipos en diferentes disciplinas deportivas y en diferentes categorías. Sus secciones de fútbol compiten con el nombre de Escuela Municipal de Fútbol Reocín (EMF Reocín).

## Disciplinas deportivas
La EDM Reocín tiene equipos de diferentes categorías (desde infantiles hasta senior, tanto masculinos como femeninos) en las siguientes modalidades deportivas: atletismo, baloncesto, balonmano, bolo palma, ciclismo, fútbol, fútbol sala, gimnasia rítmica, judo, kárate, patinaje, tenis y voleibol.

## Historia
La EDM Reocín se crea por el ayuntamiento de Reocín el 20 de abril de 2011 con las modalidades deportivas mencionadas anteriormente. Los equipos de fútbol de la EDM Reocín se crean sobre la base de los de la Asociación Cultural Deportiva Reocín Escuela Municipal, club creado en 2009 por la Sociedad Deportiva Reocín como parte de sus categorías menores. El equipo de fútbol femenino Reocín Racing, fundado en 2001 y que militaba en la Superliga también dependía de la SD Reocín.
De forma polémica, el equipo femenino pasó a depender de la EDM Reocín (nombre federativo con el que compite desde la temporada 2011-12), amparándose en el convenio de fililidad que existía entre las dos entidades. En la actualidad el debate ha desembocado en un juicio en Majadahonda, Madrid (sede de la Real Federación Española de Fútbol) por haberse permitido tal absorción sin existir contrato de cesión por medio.

## Sección de fútbol femenino
El equipo femenino de la EDM Reocín disputa en la actualidad el campeonato de Segunda División tras su descenso de la temporada 2011-12. Disputa sus encuentros en el campo de fútbol municipal Pepín Cadelo, de hierba artificial, situado en Puente San Miguel. Como uniforme utiliza el del Racing de Santander por convenio.
El equipo jugó en la segunda categoría nacional desde principios de la década del 2000 hasta que la temporada 2009-10 logró el ascenso tras superar en la promoción al Extremadura y al Oiartzun. El debut en Superliga se salda con la permanencia y la disputa de la competición de Copa, donde cae eliminado por el Barcelona. La temporada siguiente, y tras superar problemas económicos al inicio de la competición, el equipo (ya como EDM Reocín) finaliza 18º y colista, descendiendo a Segunda División.
Últimas diez temporadas del Reocín femenino(*):
- 2003-04: Primera Nacional (10º, Grupo II)[9]
- 2004-05: Primera Nacional (4º, Grupo II)[9]
- 2005-06: Primera Nacional (3º, Grupo II)[9]
- 2006-07: Primera Nacional (1º, Grupo II)[9]
- 2007-08: Primera Nacional (2º, Grupo II)[9]
- 2008-09: Primera Nacional (2º, Grupo II)[10][9]
- 2009-10: Primera Nacional (1º, Grupo II)[11][3][9]
- 2010-11: Superliga (6º, Grupo A - Primera Fase; 3º, Grupo B - Segunda Fase)[12][13][9]
- 2011-12: Superliga (18º)[14][15][9]
- 2012-13: Segunda División (grupo 5)[16]

(*) Hasta la temporada 2010-11 el club competía como SD Reocín, Reocín Racing o ReoRacing (por convenio con el Racing de Santander), siendo una sección de la Sociedad Deportiva Reocín. Desde la temporada 2011-12 el equipo compite como EDM Reocín.
Una vez resuelto el pleito por la titularidad del equipo femenino se determinó que la misma correspondía a la Sociedad Deportiva Reocín, habiendo sido devuelto los derechos al citado club, compitiendo en Bezana en el grupo segundo de la Segunda División Femenino en la actualidad con el nombre de S.D.Reocín.

## Sección de fútbol masculino
Desde la temporada 2012-13 la EDM Reocín cuenta con un equipo de fútbol masculino en categoría senior, que disputa sus encuentros como local en el campo de fútbol municipal Pepín Cadelo, de hierba artificial y situado en Puente San Miguel. El uniforme del equipo consta de camiseta y medias verdes con pantalón negro (primera equipación) y camiseta roja con pantalón y medias negras (segunda equipación). El equipo masculino debutó en su primera campaña en la última categoría del fútbol regional de Cantabria, la Segunda Regional, logrando el campeonato y el ascenso a Primera Regional.
Temporadas del EDM Reocín masculino:
- 2012-13: Segunda Regional (1º)

### Palmarés
- Campeón de Segunda Regional (1): 2012-13
- Campeón de Copa Cantabria (1): 2013